# The Campaign
The Campaign is een Amerikaanse komische film uit 2012 van Jay Roach met in de hoofdrollen onder meer Will Ferrell en Zach Galifianakis.

## Verhaal
Democraat Cam Brady (Will Ferrell) heeft al vier termijnen in het Amerikaans Congres gediend en verwacht bij de volgende verkiezingen eenvoudig herkozen te worden, maar komt in de problemen als bekend wordt dat hij een affaire heeft. Twee corrupte zakenmannen, de broers Glen (John Lithgow) en Wade Motch (Dan Aykroyd), zijn bezig met een schimmige overeenkomst met een Chinees bedrijf en zien in Cams misstap een kans. Ze overtuigen de naïeve Marty Huggins (Zach Galifianakis), directeur van een plaatselijk bureau voor toerisme, zich kandidaat te stellen namens de Republikeinen.
Aanvankelijk maakt Marty weinig indruk, maar zijn populariteit neemt toe nadat de broers Tim Wattley (Dylan McDermott) aanstellen als campagneleider. Cam laat dat echter niet over zijn kant gaan. De strijd tussen de partijen blijft niet beperkt tot moddergooien, maar escaleert tot onder meer overspel en geweld.

## Rolverdeling
| Acteur            | Personage              | Opmerkingen                                                                      |
| ----------------- | ---------------------- | -------------------------------------------------------------------------------- |
| Will Ferrell      | Camden (Cam) Brady     | zittend lid van het Amerikaanse Congres voor de Democraten namens North Carolina |
| Zach Galifianakis | Martin (Marty) Huggins | uitdager namens de Republikeinen                                                 |
| Jason Sudeikis    | Mitch Wilson           | campagneleider voor Cam                                                          |
| Dylan McDermott   | Tim Wattley            | campagneleider voor Marty                                                        |
| John Lithgow      | Glen Motch             | zakenman                                                                         |
| Dan Aykroyd       | Wade Motch             | zakenman, broer van Glen                                                         |
| Katherine LaNasa  | Rose Brady             |                                                                                  |
| Brian Cox         | Raymond Huggins        | Marty's vader                                                                    |
| Sarah Baker       | Mitzi Huggins          | Marty's vrouw                                                                    |
| Karen Maruyama    | Mrs. Yao               |                                                                                  |
| John Goodman      | Scott Talley           | Congreslid                                                                       |
| Wolf Blitzer      | zichzelf               |                                                                                  |
| Piers Morgan      | zichzelf               |                                                                                  |
| Bill Maher        | zichzelf               |                                                                                  |
| Dennis Miller     | zichzelf               |                                                                                  |
| Mike Mizanin      | zichzelf               |                                                                                  |

## Achtergrond
Galifianakis gaf in een interview aan dat de gebroeders Motch gebaseerd zijn op miljardairs Charles en David Koch, die hij "eng" noemde.